# Jamboree mondial de 1920
 (mai 2019).
Si vous disposez d'ouvrages ou d'articles de référence ou si vous connaissez des sites web de qualité traitant du thème abordé ici, merci de compléter l'article en donnant les références utiles à sa vérifiabilité et en les liant à la section « Notes et références ».

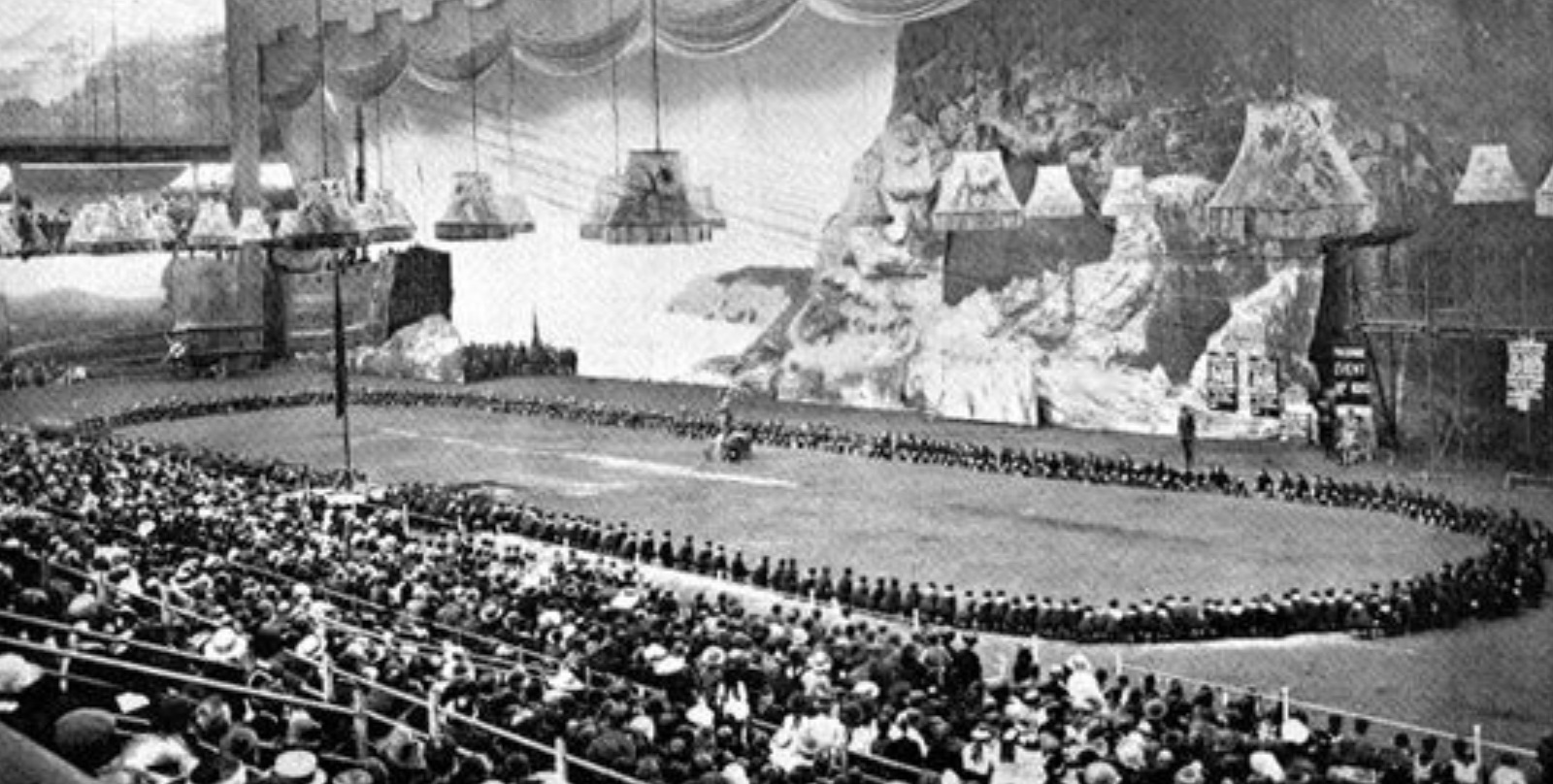
Au premier jamboree scout, dans l'Olympia Hall, Londres.

Le jamboree mondial de 1920 est le premier jamboree scout. 
Il se tient à Olympia Hall, près de Londres en Angleterre et dans le Parc du Vieux Cerf à Richmond, du 30 juillet au 8 août 1920. 
Il rassemble 8 000 scouts venus de 21 pays indépendants et 12 dominions britanniques, quelques années seulement après la fin de la Première Guerre mondiale et 13 ans après le premier camp scout.

## L'organisation du camp
Baden-Powell, en tant que commissaire général, prit une part active à son organisation, secondé par A. G. Wade (dont la femme, Eileen Wade, fut la secrétaire privée de Baden-Powell pendant 27 ans).
Le terrain de camp était une immense construction à toit de verre couvrant plus de deux hectares. Le sol bétonné avait été couvert de terre pour les compétitions. 
Le jamboree fut une combinaison d'expositions, de parades, de démonstrations de jeux et sports et de pratiques scoutes. Malgré la pluie, il fut une brillante démonstration de l'esprit scout, recevant même la caution d'un monarque en exercice et de deux héritiers du trône britannique, ce qui permit au scoutisme de gagner en crédibilité par rapport au « grand public ».
Quelques participants particuliers non scouts y ont participé : un alligator de Floride, un bébé crocodile de Jamaïque, un lionceau de Rhodésie, des singes d'Afrique du Sud, un éléphanteau, un chameau. 
Baden-Powell, fondateur du scoutisme, est proclamé à cette occasion chef scout mondial.